# Coulommiers
Coulommiers è un comune francese di 14 565 abitanti situato nel dipartimento di Senna e Marna nella regione dell'Île-de-France.

## Storia
In città è presente una statua del Comandante Nicolas-Joseph Beaurepaire che, nel 1792, si suicidò piuttosto che arrendersi ai prussiani durante la battaglia di Verdun. Nel luogo si produce anche un formaggio omonimo affine al Brie.

## Monumenti e luoghi d'interesse

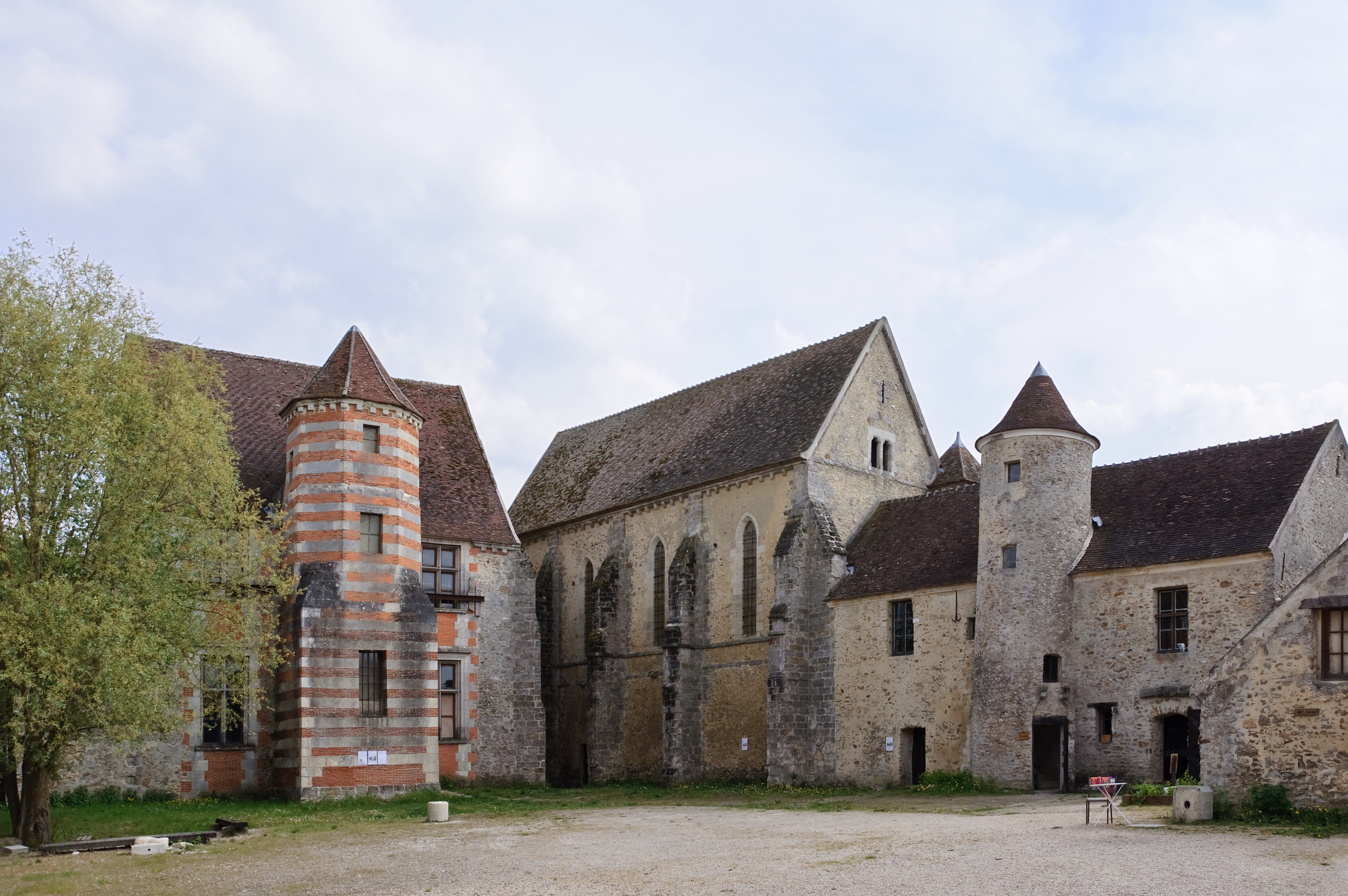
Coulommiers: cortile della commenda dei Templari

- Castello

## Società
La città è il luogo di nascita del wrestler ed attore André the Giant.

### Evoluzione demografica
Abitanti censiti

## Amministrazione

### Gemellaggi
- Leighton Buzzard
- Titisee-Neustadt